# Sierra Leone op de Olympische Zomerspelen 1988
Sierra Leone nam deel aan de Olympische Zomerspelen 1988 in Seoel, Zuid-Korea. Het was de vierde deelname van het land aan de Olympische Zomerspelen.
De twaalf deelnemers, elf mannen en een vrouw, kwamen in actie op veertien onderdelen in vier olympische sporten; voor de vierde keer in de atletiek en het boksen en voor de eerste keer in het gewichtheffen en de wielersport. De atleten Felix Sandy, David Sawyerr en Baba Ibrahim Suma-Keita namen voor de tweede keer deel.

## Deelnemers & resultaten
(m) = mannen, (v) = vrouwen 

### Atletiek
| Olympiër (deelname)                                         | Onderdeel       | Resultaat | Prestatie                            |
| ----------------------------------------------------------- | --------------- | --------- | ------------------------------------ |
| Francis Dove-Edwin                                          | 100m (m)        | 76e       | serie 3: 6de in 10,89                |
| Felix Sandy                                                 | 400m (m)        | 37e       | serie 1: 5de in 46,82                |
| David Sawyerr                                               | 800m (m)        | 64e       | serie 5: 8ste in 1.57,88             |
| Modupe Jonah                                                | 1500m (m)       | 51e       | serie 1: 14de in 3.55,15             |
| Benjamin Grant                                              | 400m horden (m) | 30e       | serie 4: 7de in 51,73                |
| Francis Dove-Edwin Benjamin Grant Francis Keita Felix Sandy | 4x100m (m)      | 21e       | serie 3: 7de in 41,19                |
| Francis Dove-Edwin Benjamin Grant Felix Sandy David Sawyerr | 4x400m (m)      | 17e       | serie 1: 6de in 3.10,47              |
| Baba Ibrahim Suma-Keita                                     | marathon (m)    | 95e       | 3:04.00                              |
| Francis Keita                                               | verspringen (m) | 33e       | kwalificatie groep B: 17de met 6,87m |
|                                                             |                 |           |                                      |
| Rachel Thompson                                             | 1500m (v)       | 28e       | serie 2: 14de in 5.31,42             |

### Boksen
| Olympiër         | Onderdeel | Resultaat | Prestatie                                                |
| ---------------- | --------- | --------- | -------------------------------------------------------- |
| Desmond Williams | -71kg (m) | 17e       | 1ste ronde: vrij 2de ronde: V van GBR Woodhall: 0-5      |
| Samuel Simbo     | -75kg (m) | 17e       | 1ste ronde: vrij 2de ronde: V van URS Taramov: knock-out |

### Gewichtheffen
| Olympiër      | Onderdeel   | Resultaat | Prestatie                                                    |
| ------------- | ----------- | --------- | ------------------------------------------------------------ |
| Percy Doherty | -82,5kg (m) | 19e       | trekken: 21ste met 65kg stoten: 19de met 100kg totaal: 165kg |

### Wielersport
| Olympiër       | Onderdeel        | Resultaat | Prestatie      |
| -------------- | ---------------- | --------- | -------------- |
| Frank Williams | wegwedstrijd (m) | DNF       | niet gefinisht |

Afghanistan · Algerije · Amerikaanse Maagdeneilanden · Amerikaans-Samoa · Andorra · Angola · Antigua en Barbuda · Argentinië · Aruba · Australië · Bahama’s · Bahrein · Bangladesh · Barbados · België · Belize · Benin · Bermuda · Bhutan · Birma · Bolivia · Bondsrepubliek Duitsland · Botswana · Brazilië · Britse Maagdeneilanden · Brunei · Bulgarije · Burkina Faso · Canada · Centraal-Afrikaanse Republiek · Chili · China · Chinees Taipei · Colombia · Congo-Brazzaville · Cookeilanden · Costa Rica · Cyprus · Denemarken · Djibouti · Dominicaanse Republiek · Duitse Democratische Republiek · Ecuador · Egypte · El Salvador · Equatoriaal-Guinea · Fiji · Filipijnen · Finland · Frankrijk · Gabon · Gambia · Ghana · Grenada · Griekenland · Groot-Brittannië · Guam · Guatemala · Guinee · Guyana · Haïti · Honduras · Hongarije · Hongkong · Ierland · IJsland · India · Indonesië · Irak · Iran · Israël · Italië · Ivoorkust · Jamaica · Japan · Joegoslavië · Jordanië · Kaaimaneilanden · Kameroen · Kenia · Koeweit · Laos · Lesotho · Libanon · Liberia · Libië · Liechtenstein · Luxemburg · Malawi · Malediven · Maleisië · Mali · Malta · Marokko · Mauritanië · Mauritius · Mexico · Monaco · Mongolië · Mozambique · Nederland · Nederlandse Antillen · Nepal · Nieuw-Zeeland · Niger · Nigeria · Noord-Jemen · Noorwegen · Oeganda · Oman · Oostenrijk · Pakistan · Panama · Papoea-Nieuw-Guinea · Paraguay · Peru · Polen · Portugal · Puerto Rico · Qatar · Roemenië · Rwanda · Saint Vincent en de Grenadines · Salomonseilanden · Samoa · San Marino · Saoedi-Arabië · Senegal · Sierra Leone · Singapore · Soedan · Somalië · Sovjet-Unie · Spanje · Sri Lanka · Suriname · Swaziland · Syrië · Tanzania · Thailand · Togo · Tonga · Trinidad en Tobago · Tsjaad · Tsjecho-Slowakije · Tunesië · Turkije · Uruguay · Vanuatu · Venezuela · Verenigde Arabische Emiraten · Verenigde Staten · Vietnam · Zaïre · Zambia · Zimbabwe · Zuid-Jemen · Zuid-Korea · Zweden · Zwitserland